# Серењано (Тренто)
Серењано је насеље у Италији у округу Тренто, региону Трентино-Јужни Тирол.
Према процени из 2011. у насељу је живело 670 становника. Насеље се налази на надморској висини од 537 м.